# Linha 1 (Metro de Lille)
A Linha 1 é uma das duas linhas do metro de Lille em França. Tem 13,5 km de comprimento, dos quais 8,5 km são subterrâneos. Vai desde a estação de C.H.R. B Calmette até 4 Cantons, passando pela Gare Lille Flandres, num total de 18 estações.